# Genvalla
Genvalla is een plaats in de gemeente Östersund in het landschap Jämtland en de provincie Jämtlands län in Zweden. De plaats heeft 100 inwoners (2005) en een oppervlakte van 21 hectare. De plaats ligt op een schiereiland en grenst zo goed als aan het meer Storsjön.